# Гузик, Василий Сергеевич
Василий Сергеевич Гузик — советский деятель госбезопасности, генерал-майор.

## Биография
Родился в 1929 году в Новосибирской области. Член КПСС.
С 1945 года — на хозяйственной, общественной и политической работе. В 1945—1991 гг. — рабочий на Кемеровском коксохимическом заводе, оперуполномоченный, освобожденный секретарь парткома, начальник 2-го отдела (контрразведка) УКГБ по Кемеровской области, заместитель начальника УКГБ по Краснодарскому краю, начальник отдела УКГБ по городу Сочи, начальник УКГБ по Куйбышевской области, советник председателя ГК СМ СССР по внешнеэкономическим связям по вопросам безопасности, заместитель министра внешнеэкономических связей СССР.
Делегат XXV, XXVI и XXVII съезда КПСС.
Умер в Москве в 2017 году.